# Nort-Leulinghem
Nort-Leulinghem település Franciaországban, Pas-de-Calais megyében. Lakosainak száma 268 fő (2022. január 1.). Nort-Leulinghem Nordausques, Bayenghem-lès-Éperlecques, Mentque-Nortbécourt és Tournehem-sur-la-Hem községekkel határos.

## Népesség
A település népességének változása:
| Lakosok száma | 198  | 201  | 220  | 234  | 250  | 258  | 266  | 274  | 268  |
|               | 2013 | 2015 | 2016 | 2017 | 2018 | 2019 | 2020 | 2021 | 2022 |